# Bunny Abbott
Pas d'image ? Cliquez ici

a Compétitions nationales et continentales officielles uniquement.

b Matchs officiels uniquement.
Dernière mise à jour le 24 avril 2023.
Harold Louis Abbott dit Bunny Abbott, né le 17 juin 1882 à Camerontown et mort le 16 janvier 1971 à Palmerston North, est un joueur de rugby à XV qui a joué avec la Nouvelle-Zélande évolue comme trois quart aile. 

## Biographie
Bunny Abbott représente les provinces de Taranaki et de Wanganui. Il fait ses débuts avec l'équipe de Nouvelle-Zélande le 1er janvier 1906, à l'occasion d'un match contre l'équipe de France. Il participe à la tournée des Originals, équipe représentant la Nouvelle-Zélande en tournée en Grande-Bretagne en 1905, en France et en Amérique du Nord en 1906.

## Statistiques en équipe nationale
- 1 sélection avec l'équipe de Nouvelle-Zélande
- 8 points (2 essais, 1 transformation)
- Sélections par année : 1 en 1906
- Nombre total de matchs avec les All Blacks :  11